# (4985) Fitzsimmons
(4985) Fitzsimmons ist ein Asteroid des äußeren Hauptgürtels, der am 23. August 1979 vom schwedischen Astronomen Claes-Ingvar Lagerkvist am La-Silla-Observatorium (IAU-Code 809) der Europäischen Südsternwarte in Chile entdeckt wurde.
Der Asteroid gehört zur Themis-Familie, einer Gruppe von Asteroiden, die nach (24) Themis benannt wurde.
(4985) Fitzsimmons wurde nach dem britischen Astronomen Alan Fitzsimmons benannt.